# Eliza Wille
Eliza Wille, geb. Gundalene Elisabeth Sloman (* 9. März 1809 in Itzehoe, Holstein; † 23. Dezember 1893 in Meilen) war eine deutsche Romanschriftstellerin.

## Leben
Eliza Wille war die Tochter des Hamburger Reeders Robert Miles Sloman (sen.). Gerne erzählte sie später, wie sie eines Abends in Paris in Gesellschaft von Chopin und Liszt am Klavier gesessen habe. Chopin habe sie daraufhin um ein Gedicht zur Vertonung gebeten. Über ihren Cousin, den Hamburger Juristen Henry B. Sloman, lernte sie den Journalisten François Wille kennen, den sie 1845 heiratete. Zusammen verließen sie in Folge der missglückten Märzrevolution von 1848 Hamburg um sich nach längeren Reisen auf dem Gut Mariafeld bei Meilen am Zürichsee niederzulassen. Dort unterhielten Willes u. a. enge Verbindungen zu Richard Wagner, Mathilde Wesendonck, Conrad Ferdinand Meyer und Georg Herwegh. Adolf Frey, der Biograph C. F. Meyers, prägte später den Begriff "Tafelrunde von Mariafeld". Über ihre Begegnungen mit Richard Wagner veröffentlichte Eliza Wille 1887 "Fünfzehn Briefe Richard Wagners: Briefe mit Erinnerungen und Erläuterungen" in Julius Rodenbergs Deutsche Rundschau. Eine spätere Buchausgabe wurde nach ihrem Tod von ihrem Mann François Wille herausgegeben.
Ihr erstes Gedicht Der Sang des Fremden Sängers erschien 1835 anonym im Verlag von Julius Campe und wurde kurz darauf wegen angeblicher Polenschwärmerei von der Zensur verboten. Noch unter ihrem Mädchennamen Eliza Sloman erschienen 1836 ihre Dichtungen, ebenfalls bei Julius Campe. Unter dem Namen Eliza Wille folgten später die Romane Felicitas (Brockhaus, Leipzig 1850, 2 Bände) und Johannes Olaf (Brockhaus, Leipzig 1871, 3 Bände) sowie die Novellensammlung Stillleben in bewegter Zeit (Brockhaus, Leipzig 1878, 3 Bände). Während die Romane Felicitas und Johannes Olaf vor allem fiktiven Motiven folgen, erzählt Stilleben in bewegter Zeit u. a. Episoden aus dem Leben ihrer Eltern Robert M. Sloman (sen.) und Gundalena Braren zur Hamburger Franzosenzeit.
Eliza Wille war die Mutter von Ulrich Wille, dem General der Schweizer Armee im Ersten Weltkrieg. Die Schweizerische Schriftstellerin Annemarie Schwarzenbach war ihre Urenkelin.

## Werke
- (Anonym): Der Sang des fremden Sängers (Hoffmann und Campe, 1835)
- Sloman, Eliza: Der Sang des fremden Sängers (Hoffmann und Campe, 1836 [2. Aufl.])
- Sloman, Eliza: Dichtungen (Hoffmann und Campe, 1836)
- Wille, Eliza: Felicitas (Brockhaus, 1850, 2 Bände)
- Wille, Eliza: Johannes Olaf (Brockhaus, 1871, 3 Bände)
- Wille, Eliza: Stillleben in bewegter Zeit (Brockhaus, 1878, 3 Bände)
- Wille, Eliza: "Fünfzehn Briefe Richard Wagners: Briefe und Erinnerungen und Erläuterungen" in: Deutsche Rundschau, 1887
- Wille, Eliza: Fünfzehn Briefe von Richard Wagner. Nebst Erinnerungen und Erläuterungen. (Paetel, 1894)